# Jeanette J. Epps
Jeanette J. Epps   (Syracuse, 3 de novembre de 1970) és una enginyera aeroespacial i astronauta estatunidenca de la NASA.

## Joventut i primers estudis
Jeanette va néixer a la ciutat de Syracuse a l'estat de Nova York. Es va graduar al Le Moyne College amb un títol de física i va obtenir un màster i doctorat en enginyeria aeroespacial per la Universitat de Maryland.

## Carrera
Després de graduar-se, va començar a treballar en recerca a la companyia Ford Motor Company i més tard com oficial tècnic d'intel·ligència a la CIA.
Va ser seleccionada com candidata a astronauta el juny de 2009 i es va qualificar com astronauta el 2011.
Va servir com aquanauta a bord del laboratori submarí Aquarius durant la missió d'exploració submarina NEEMO 18. Va començar el 21 de juliol de 2014 i va durar nou dies.
Al maig de 2018, passarà sis mesos a bord de la Estació Espacial Internacional (ISS) com enginyer de vol a l'expedició 56. Va ser el primer membre afroamericà de la ISS.